# 宮田幸典
宮田 幸典（みやた ゆきのり、1968年8月20日 - ）は、千葉県出身のバスケットボール選手である。ポジションはシューティングガード。

## 来歴
柏市立柏高等学校から筑波大学を経て、三井生命に入社。
1994年には広島アジア大会に出場する日本代表に選出される。
1999年の休部後は引退し、社業に専念していたが、2002年にクラブチーム「neoうめや」が発足されると、初代メンバーに加わった。

## 経歴
- 柏市立柏高等学校 - 筑波大学 - 三井生命（1991年〜1999年） - neoうめや

## 日本代表歴
- 1994アジア大会